# Tomáš Řepka
Tomáš Řepka (Slavičín, República Checa, 2 de enero de 1974) es un exfutbolista checo. Jugaba de defensa y su último equipo fue el SK Dynamo České Budějovice de República Checa.

## Selección nacional
Ha sido internacional con la selección de fútbol de la República Checa, ha jugado 46 partidos internacionales y ha anotado 1 gol.

## Clubes
| Club                       | País            | Año       |
| -------------------------- | --------------- | --------- |
| Banik Ostrava              | República Checa | 1990-1995 |
| Sparta de Praga            | República Checa | 1995-1998 |
| Fiorentina                 | Italia          | 1998-2001 |
| West Ham United            | Inglaterra      | 2001-2005 |
| Sparta de Praga            | República Checa | 2006-2011 |
| SK Dynamo České Budějovice | República Checa | 2012      |

## Palmarés

### Campeonatos nacionales
| Título                          | Club            | País            | Año  |
| ------------------------------- | --------------- | --------------- | ---- |
| Gambrinus Liga                  | Sparta de Praga | República Checa | 1997 |
| Gambrinus Liga                  | Sparta de Praga | República Checa | 1998 |
| Copa Italia                     | ACF Fiorentina  | Italia          | 2001 |
| Gambrinus Liga                  | Sparta de Praga | República Checa | 2007 |
| Gambrinus Liga                  | Sparta de Praga | República Checa | 2010 |
| Supercopa de la República Checa | Sparta de Praga | República Checa | 2010 |